# 147 f.Kr.

## Händelser

### Efter plats

#### Romerska republiken
- Scipio Aemilianus tar befälet i slaget om Kartago.

#### Seleukiderriket
- Demetrios II återvänder till Syrien (omkring detta år).
- Jonatan Mackabaios erövrar Joppa.

## Avlidna
- Bo (Han Jingdi), kejsarinna